# ستيوارت ستيفنسون
ستيوارت ستيفنسون (بالإنجليزية: Stewart Stevenson)‏ هو مصرفي ومهندس وسياسي بريطاني، ولد في 15 أكتوبر 1946 في إدنبرة في المملكة المتحدة. نشط حزبياً في الحزب القومي الاسكتلندي.

## مناصب
- انتخب Cabinet Secretary for Environment, Climate Change and Land Reform [الإنجليزية]‏ (25 مايو 2011 – 6 سبتمبر 2012).
- في 2016 Scottish Parliament election [الإنجليزية]‏، انتخب Member of the 5th Scottish Parliament ‏ عن دائرة Banffshire and Buchan Coast (Scottish Parliament constituency) [الإنجليزية]‏ وقد انضم خلال فترته النيابية [الإنجليزية]‏ (5 مايو 2016 – )  للكتلة البرلمانية الحزب القومي الاسكتلندي.
- في الانتخابات النيابية العمومية الاسكتلندية 2011 [الإنجليزية]‏، انتخب عضو البرلمان الاسكتلندي الرابع ‏ عن دائرة Banffshire and Buchan Coast (Scottish Parliament constituency) [الإنجليزية]‏ وقد انضم خلال فترته النيابية [الإنجليزية]‏ (5 مايو 2011 – 24 مارس 2016)  للكتلة البرلمانية الحزب القومي الاسكتلندي.
- في الانتخابات النيابية العمومية الاسكتلندية 2007 [الإنجليزية]‏، انتخب عضو البرلمان الاسكتلندي الثالث ‏ عن دائرة Banff and Buchan (Scottish Parliament constituency) [الإنجليزية]‏ وقد انضم خلال فترته النيابية [الإنجليزية]‏ (3 مايو 2007 – 22 مارس 2011)  للكتلة البرلمانية الحزب القومي الاسكتلندي.
- في الانتخابات النيابية العمومية الاسكتلندية 2003 [الإنجليزية]‏، انتخب عضو البرلمان الاسكتلندي الثاني ‏ عن دائرة Banff and Buchan (Scottish Parliament constituency) [الإنجليزية]‏ وقد انضم خلال فترته النيابية [الإنجليزية]‏ (1 مايو 2003 – 2 أبريل 2007)  للكتلة البرلمانية الحزب القومي الاسكتلندي.
- في 2001 Banff and Buchan by-election [الإنجليزية]‏، انتخب عضو البرلمان الاسكتلندي الأول ‏ عن دائرة Banff and Buchan (Scottish Parliament constituency) [الإنجليزية]‏ وقد انضم خلال فترته النيابية [الإنجليزية]‏ (7 يونيو 2001 – 31 مارس 2003)  للكتلة البرلمانية الحزب القومي الاسكتلندي.
- انتخب Minister for Transport (Junior Minister) [الإنجليزية]‏ (17 مايو 2007 – 11 ديسمبر 2010).
- انتخب Minister for Environment, Climate Change and Land Reform ‏ (25 مايو 2011 – 6 سبتمبر 2012).